# Djhamidi Bond
Djhamidi Bond est une écrivaine camerounaise et féministe connue pour ses romans questionnant la place des femmes dans la société camerounaise.

## Biographie
Djhamidi Bond voit le jour à Douala la capitale économique du Cameroun dans les années 80.
Amour et préjugés est le premier roman de cette autrice paru en 2014 aux éditions L'Harmattan sur le thème de l'intégration sociale en dépit de la diversité culturelle. Elle y raconte le dilemme d'un homme, tombé amoureux d'une femme de religion et d'ethnie différentes. Il est en proie au doute face aux révélations de sa mère qui s'oppose à cette union.
Dans son deuxième roman 8Clos paru en 2016 aux éditions Ifrikiya, l'écrivaine raconte l'histoire d'une jeune fille de 14 ans vivant dans une famille musulmane très stricte et scolarisée à domicile afin de lui éviter des contacts avec les garçons de son âge, pour la protéger. Interdite de sortie, la jeune fille accouche d'un enfant dont le père est son frère aîné. La jeune fille met au monde cet enfant qu'elle ne revoit ensuite plus jamais. Ainsi, dans ce roman, Djhamidi Bond critique l'inceste et la misogynie au sein des familles. Elle explique que l'inspiration lui vient à la suite de la lecture d'un blog en 2015 qui publie des témoignages de femmes, dont une âgée de 19 ans. Le roman est écrit dans un style sobre et réaliste, dans une lignée féministe dans la même veine que celle de Angeline Solange  Bonono.
Cet ouvrage permet à l'autrice d'obtenir en 2017 le Prix Nnanga Kon qui met en lumière chaque année une personnalité littéraire camerounaise résidant au Cameroun et ayant publié un ouvrage d'envergure. Cette récompense intervient un an après la présélection du roman 8Clos par le Club Unesco de l'Université de Yaoundé I à l'édition 2016 des Grands Prix des associations.
En 2018, elle est invitée à participer à la Nuit des Auteurs à Lomé au Togo et en 2020 au Bakwa Books Festival en ligne.
En 2019, paraît son troisième ouvrage aux éditions Afribook: Welcome dans kwatt. Ce recueil de nouvelles met en vedette le camfranglais couramment employé par les jeunes camerounais. L'écrivaine dépeint dans cette œuvre les difficultés et les réalités du quotidien vécues dans des quartiers pittoresques où la gent féminine n'est pas toujours à l'abri d'agressions sexuelles.

## Œuvres
- Amour et préjugés, Yaoundé, L'Harmattan, 2014, 152 p. (ISBN 2343029806).
- 8clos, Yaoundé, Ifrikiya, 2016, 182 p. (ISBN 9789956473649)
- Dans mon kwatt: nouvelles, Afribook, 2019 (ISBN 978-9956-686-04-9).
- Nlo̲ngn̲djel: théâtre, Afribook, 2019 (ISBN 978-9956-686-05-6).

## Prix
- 2017 : Prix Nnanga Kon